# Florence (Kolorado)
Florence – miasto w Stanach Zjednoczonych, w stanie Kolorado, w hrabstwie Fremont.